# Kali bisulfide
Kali hydrosulfide là một hợp chất vô cơ với công thức hóa học KHS. Muối sulfide không màu này chứa cation K+ và anion bisulfide [SH]−.Nó là sản phẩm nửa trung hòa của  hydro sulfide với kali hydroxide. Dung dịch nước của kali sulfide chứa hỗn hợp gồm kali hydrosulfide và kali hydroxide.

## Cấu trúc phân tử
Cấu trúc phân tử của kali hydrosulfide tương tự như cấu trúc phân tử của kali chloride. Cấu trúc của kali hydrosulfide tuy nhiên phức tạp hơn do sự đối xứng không theo hình cầu của anion SH−, nhưng cấu trúc này nhanh chóng bị phân hủy ở nhiệt độ cao.

## Tính chất
Trong các dung dịch nước kali hydrosulfide bị thủy phân mạnh, tạo thành kali hydroxide và khí hydro sulfide:
{\displaystyle \mathrm {KHS+H_{2}O\longrightarrow \ KOH+H_{2}S\uparrow } }
Trong nước và etanol kali hydrosulfide ngậm 1/2 nước tạo thành tinh thể KHS•0,5H2O.

## Tổng hợp
Chất này được điều chế thông qua phản ứng giữa dung dịch KOH với H2S. Kali hydrosulfide được tổng hợp theo phản ứng giữa dung dịch kali sulfide với hydro sulfide dư:
{\displaystyle \mathrm {KOH+H_{2}S\longrightarrow KHS+H_{2}O} }
Với lượng lưu huỳnh dư phản ứng tạo thành dikali pentasulfide.

## Ứng dụng
Hợp chất này được sử dụng trong tổng hợp một số hợp chất hữu cơ chứa lưu huỳnh, cụ thể là để sản xuất các thiol.

## Sách tham khảo
- Химическая энциклопедия. 2. М.: Советская энциклопедия. Редкол.: Кнунянц И.Л. и др. Lỗi Lua: bad argument #2 to 'formatDate': invalid timestamp '1 tháng 1'.. ISBN 5-82270-035-5 Kiểm tra giá trị |isbn=: giá trị tổng kiểm (trợ giúp). Kiểm tra giá trị ngày tháng trong: |date= (trợ giúp)
- Справочник химика. 1 . М.-Л.: Химия. Редкол.: Никольский Б.П. и др. Lỗi Lua: bad argument #2 to 'formatDate': invalid timestamp '1 tháng 1'.. Kiểm tra giá trị ngày tháng trong: |date= (trợ giúp)
- Справочник химика. 2 . Л.: Химия. Редкол.: Никольский Б.П. и др. Lỗi Lua: bad argument #2 to 'formatDate': invalid timestamp '1 tháng 1'.. Kiểm tra giá trị ngày tháng trong: |date= (trợ giúp)
- CRC Handbook of Chemistry and Physics (ấn bản thứ 89). Taylor and Francis Group, LLC. Lỗi Lua: bad argument #2 to 'formatDate': invalid timestamp '1 tháng 1'.. Kiểm tra giá trị ngày tháng trong: |date= (trợ giúp); |ấn bản= có văn bản dư (trợ giúp)